# Erich von Manstein
Fritz Erich Georg Eduard von Manstein, geboren als Erich von Lewinski (Berlijn, 24 november 1887 - München, 9 juni 1973), was een van de belangrijkste Duitse strategen en generaal-veldmaarschalken uit de Tweede Wereldoorlog.

## Biografie
Von Manstein werd geboren als tiende zoon van generaal van de artillerie Eduard von Lewinski. Kort na zijn geboorte werd hij door zijn ouders aan zijn kinderloze oom, generaal Georg von Manstein, en tante gegeven en nam hij de naam van zijn pleegouders aan. Hij werd hiermee een adoptief kleinzoon van generaal Albrecht Gustav von Manstein. Zijn andere tante van moeders kant was getrouwd met veldmaarschalk en later president Paul von Hindenburg.
Von Manstein wordt door militaire experts gezien als een van de bekwaamste bevelhebbers van zijn tijd. Het strategische concept van de zogenaamde Blitzkrieg-aanval op Frankrijk (Fall Gelb) is grotendeels door hem uitgedacht. Na de door de Duitsers verloren slag om Stalingrad stabiliseerde hij het oostfront. Met de strategische inzichten van Hitler kon Von Manstein zich vaak niet verenigen. Zo wilde Von Manstein in de slag om Koersk, de grootste tankslag ooit, meteen aanvallen, maar moest hij van Hitler wachten op versterkingen. Ook had Von Manstein onvrede met Hitlers beslissing om op het einde van die slag tanks terug te roepen om tegen de invasie in Sicilië te vechten.

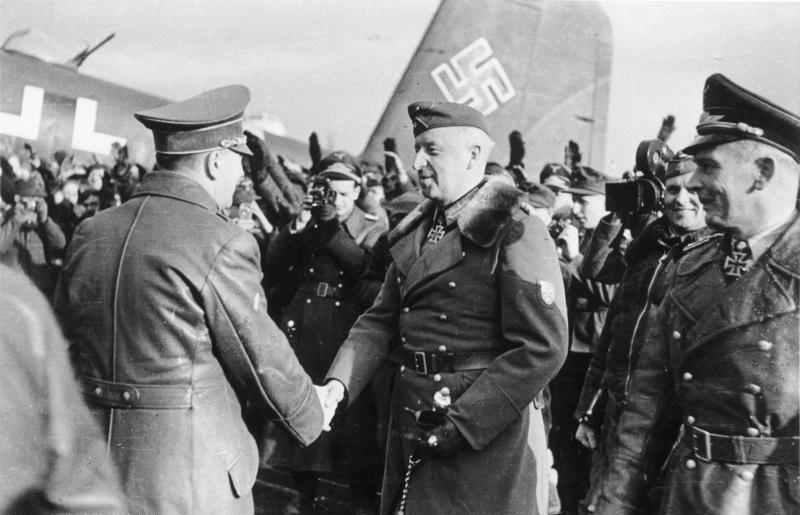
Bij een bezoek van Adolf Hitler aan het oostfront, in maart 1943, begroet Manstein hem als deze uit het vliegtuig stapt; rechts Luftwaffe generaal-veldmaarschalk Wolfram von Richthofen

De veldmaarschalk was geen voorstander van de vernietiging van Joden en communisten in de bezette gebieden, maar wel behept met de in zijn kringen gebruikelijke vooroordelen ten aanzien van "Joden en bolsjewieken". Hij verzette zich niet of nauwelijks tegen de executies achter de frontlinies en hield zich afzijdig. In zijn persoonlijke contacten toonde hij zich cynisch t.o.v. het nazisme. Zo leerde hij zijn teckel de Hitlergroet te brengen. De generaal nam geen deel aan de aanslag op Hitler in juli 1944. Hitler wantrouwde Von Manstein omdat hij een Pruis was en van adel was.

Omdat onder zijn commando aan het oostfront diverse oorlogsmisdaden hadden plaatsgevonden (waaronder de slechte behandeling van krijgsgevangenen, samenwerking met Einzatsgruppe D en het toepassen van de tactiek van de verschroeide aarde) werd hij eind 1949 veroordeeld tot 18, later 12 jaar gevangenisstraf. Hiertegen rees, ook van Britse zijde, veel protest. Winston Churchill pleitte voor hem omdat de Britten en de Amerikanen zijn competentie en expertise ter zake weleens konden gebruiken indien het op een treffen met de Sovjets zou uitdraaien. Op grond van zijn slechte gezondheid kwam Von Manstein al in mei 1953 vrij. Later verwierf hij een belangrijke adviesfunctie bij de West-Duitse regering voor de opbouw van een nieuw leger (de Bundeswehr).

### Persoonlijk
Manstein huwde in 1920 Jutta Sibylle von Loesch (1900–1966). Ze kregen samen een dochter (Gisela 1921–2013), en twee zonen Gero (1922 – gesneuveld in 1942 als luitenant aan het oostfront) en Rüdiger (1929–2019).

## Militaire loopbaan
- Fähnrich: 6 maart 1906[5]
- Leutnant: 27 januari 1907 (benoemingsakte van 14 juni 1905)[5][10]
- Oberleutnant: 19 juni 1914[5][4][11]
- Hauptmann i.G.: 24 juli 1915[5][4][11]
- Major i.G.: 1 februari 1927[4][11][10]
- Oberstleutnant i.G.: 1 april 1931[5][11][10]
- Oberst i.G.: 1 december 1933[5][4][11]
- Generalmajor: 1 oktober 1936[5][4][11]
- Generalleutnant: 1 april 1938[5][11][10]
- General der Infanterie: 1 juni 1940[5][12][4][11]

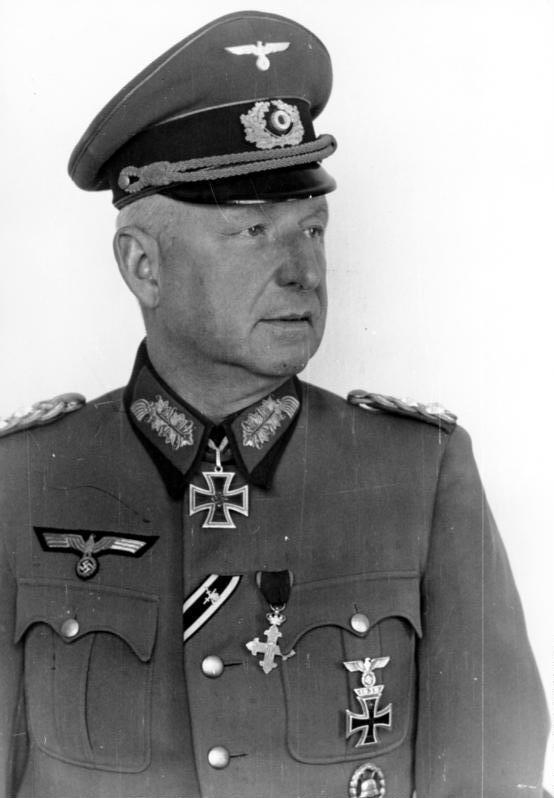
Erich von Manstein 1942

- Generaloberst: 7 maart 1942[5][12][11]
- Generalfeldmarschall: 1 juli 1942[5][12][4][11]

## Decoraties
- Ridderkruis van het IJzeren Kruis op 19 juli 1940 als General der Infanterie en bevelvoerende-generaal van het 38e Legerkorps[13][14][15][6][5][4]
- Ridderkruis met Eikenloof (nr.209) op 14 maart 1943 als Generalfeldmarschall en Opperbevelhebber van de Heeresgruppe Süd[13][16][15][6][5][4]
- Ridderkruis van het IJzeren Kruis met Eikenloof en Zwaarden (nr.59) op 30 maart 1944 als Generalfeldmarschall en opperbevelhebber van de Heeresgruppe Süd[13][17][15][6][5][4]
- IJzeren Kruis 1914, 1e Klasse[4] (13 november 1915)[5] en 2e Klasse[4][6](15 oktober 1914)[5]
- Ridderkruis in de Huisorde van Hohenzollern met Zwaarden[4][11] in april 1918[5]
- Ridder der Eerste Klasse in de Frederiks-Orde met Zwaarden[4]
- Hanseatenkruis van Hamburg[4][11]
- Gewondeninsigne 1918 in zwart[11][6] in 1918[5]
- Herhalingsgesp bij IJzeren Kruis 1939[6], 1e Klasse[11] (21 september 1939) en 2e Klasse[11] (16 september 1939)[18][15][5]
- Krimschild in goud[6] in 1943[5] (speciale versie alleen gedragen door Manstein en Ion Antonescu)[4][11]
- Orde van Michaël de Dappere, 2e Klasse[11][5] (16 juli 1942)[4] en 3e Klasse[5] (25 november 1941)[4][15]
- Kruis voor Trouwe Dienst (Schaumburg Lippe)[4][11]
- Erekruis voor Frontstrijders in de Wereldoorlog[4] in 1934[5] - 1936[11]
- Dienstonderscheiding van Leger en Marine voor (25 dienstjaren)[5][4][11]
- Medaille Winterschlacht im Osten 1941/42[4][11]
- Gezamenlijke Piloot-Observatiebadge in Goud met Diamanten voor mannen[4]
- Grootofficier in de Sint-Alexanderorde zonder Zwaarden[11]
- Kruis voor Militaire Verdienste (Oostenrijk-Hongarije) met Oorlogsdecoratie[11]
- Ridder der Tweede Klasse in de Orde van Militaire Verdienste (Beieren)[11]
- Panzerkampfabzeichen[11]
- Hij werd meerdere malen genoemd in het Wehrmachtsbericht[11]. Dat gebeurde op:
  - 11 oktober 1941[15][5][19]
  - 12 oktober 1941[15][5][19]
  - 31 oktober 1941[15][5][20]
  - 19 mei 1942[15][5][21]
  - 20 mei 1942[15][5][22]
  - 2 juli 1942[15][5][23]
  - 20 maart 1943[15][5][24]
  - 4 augustus 1943[15][5][25]

## Publicaties
- (de)  Verlorene Siege. ISBN 9783763752539
- (de)  Aus einem Soldatenleben. 1887 - 1939.

Werner von Blomberg · Hermann Göring · Walther von Brauchitsch · Albert Kesselring · Wilhelm Keitel · Günther von Kluge · Wilhelm Ritter von Leeb · Fedor von Bock · Wilhelm List · Erwin von Witzleben · Walter von Reichenau · Erhard Milch · Hugo Sperrle · Gerd von Rundstedt · Erwin Rommel · Georg von Küchler · Erich von Manstein · Friedrich Paulus · Ewald von Kleist · Maximilian von Weichs · Ernst Busch · Wolfram von Richthofen · Walter Model · Ferdinand Schörner · Robert von Greim · Eduard von Böhm-Ermolli (titulair)
- Bibsys: 90843476
- Bibliothèque nationale de France: cb12320233w (data)
- CiNii: DA01453168
- Gemeinsame Normdatei: 11857731X
- International Standard Name Identifier: 0000 0003 6849 5305
- Library of Congress Control Number: n81071308
- Nationale Bibliotheek van Letland: 000324536
- Bibliotheek van het Japanse parlement: 00448746
- Nationale Bibliotheek van Tsjechië: jn20040308001
- Nationale bibliotheek van Australië: 35575374
- Nationale Bibliotheek van Israël: 987007265078905171
- Nationale Bibliotheek van Polen: a0000002486386
- Nationale en Universitaire bibliotheek Zagreb: 000347375
- Nederlandse Thesaurus van Auteursnamen: 080045200
- Istituto Centrale per il Catalogo Unico: TO0V387304
- LIBRIS: 317657
- SNAC: w63d14rs
- Système universitaire de documentation: 032108141
- Trove: 1001155
- Virtual International Authority File: 34526759
- WorldCat: E39PBJxGWR8j3T8JHqmW9c3PcP